# 伍德羅 (明尼蘇達州)
伍德羅（英語：Woodrow）是位於美國明尼蘇達州克羅溫縣奧克朗鎮區的一個非建制地區。

## 歷史
伍德羅的郵局於1915年成立，其後於1931年停運。此地得名自美國第二十八任總統伍德罗·威尔逊。

## 地理
伍德羅所處的海拔為高於海平面387米（即1270英呎），而該地所採用的時區為UTC-6，即北美中部時區（CST）。同時該地設有夏令時間，為UTC-6調快一小時，即UTC-5（CDT）。